# Magnus al III-lea al Norvegiei
Magnus Olafsson - în norvegiană: Magnus Olavsson -  (n. 1073, Norvegia – d. 24 august 1103, River Quoile⁠(d), Regatul Unit), cunoscut cu porecla Magnus Picioare-Groase, a fost regele Norvegiei din 1093 până la moartea sa în 1103. Domnia sa a fost marcată de campanii militare agresive și de cucerire, în special în părțile nordice a Insulelor Britanice, extinzându-și domnia în Regatul Insulelor și în Dublin.
Ca singur fiu al regelui Olaf Kyrre, Magnus a fost proclamat rege în sud-estul Norvegiei, la scurt timp după moartea tatălui său din 1093. În partea de nord, cererea sa a fost contestată de către vărul său, Haakon Magnusson (fiul regelui Magnus Haraldsson) iar cei doi au guvernat împreună foarte greu până la moartea lui Haakon în 1095. Membrii nemulțumiți ai nobilimii au refuzat să-l recunoască pe Magnus ca rege după moartea vărului său, dar insurecția a fost de scurtă durată. După ce și-a asigurat poziția sa pe plan intern, Magnus a pornit o campanie în jurul Mării Irlandei (1098 - 1099). El a atacat Orkney, Insulele Hebride și Mann și a asigurat controlul norvegian printr-un tratat cu regele scoțian. Stabilindu-se în Mann în timpul său petrecut în vest, Magnus a avut o serie de forturi și case construite pe insulă, probabil pentru a obține suzeranitatea din Galloway. El a navigat în Țara Galilor mai târziu, câștigând controlul de la Anglesey după respingerea forțelor invadatoare normande de pe insulă.
După întoarcerea sa în Norvegia, Magnus a condus campanii în Dalsland și Västergötland în Suedia, pretinzând o frontieră veche cu țara. După două invazii eșuate și o serie de ciocniri cu regele danez Eric Evergood, au început negocierile de pace între cei trei monarhi scandinavi, temându-se că acest conflict va degenera. Magnus a încheiat pacea cu suedezii în 1101, fiind de acord să se căsătorească cu Margareta, fiica regelui suedez Inge Stenkilsson. În schimb, Magnus a câștigat Dalsland ca parte a zestrei soției sale. El a pornit o campanie finală în vest în 1102 și este posibil să fi căutat să cucerească Irlanda. Magnus a intrat într-o alianță cu regele irlandez Muirchertach Ua Briain din Munster, care a recunoscut controlul lui Magnus în Dublin. În circumstanțe neclare, în timp ce obținuse alimente pentru întoarcerea sa în Norvegia, Magnus a fost ucis într-o ambuscadă de către Ulaid, în anul următor. Avansurile teritoriale care i-au caracterizat domnia s-au încheiat odată cu moartea sa.

## Căsătoria și copii
Magnus s-a căsătorit cu Margareta Fredkulla, fiica regelui suedez Inge Stenkilsson. Unirea lor nu a produs nici un copil. Cei trei fii ai săi care l-au succedat la tron au fost concepuți cu femei diferite:
- Eystein I al Norvegiei născut în 1089
- Sigurd I al Norvegiei născut în 1090 iar mama sa a fost Tora
- Olaf al IV-lea al Norvegiei născut în 1099 iar mama sa a fost Sigrid Saxesdatter
- Ragnhild, s-a căsătorit cu Harald Kesja, pretendentul danez și fiul regelui danez Eric Evergood
- Tora, s-a căsătorit cu Loftur Loftur Sæmundsson.

La câțiva ani după moartea lui Magnus, alți bărbați au venit și au pretins că sunt fii lui, deși este imposibil să se știe cu certitudine dacă acest lucru a fost adevărat:
- Harald Gille, născut în 1103 în Irlanda, pretenția sa a fost recunoscută de fiul lui Magnus, Sigurd
- Sigurd Slembe, mama sa a fost Tora Saxesdatter din Vik; pretenția sa nu a fost recunoscută
- Magnus Raude